# 小行星21351
小行星21351（21351 Bhagwat）是一颗绕太阳运转的小行星，为主小行星带小行星。该小行星于1997年3月4日发现。

## 轨道参数
小行星21351的轨道半长轴为2.5787660 UA，离心率为0.186。